# Goran Vasilijević
Goran Vasilijević (serbe : Горан Bacиљeвић) est un footballeur serbe né le 27 août 1965. Il évoluait au poste de défenseur.